# Kortsnavelhoningasitie
De kortsnavelhoningasitie (Neodrepanis hypoxantha) is een vogel uit de familie Philepittidae (asities). Het is een kwetsbare, endemische vogelsoort in Madagaskar. De vogel werd in 1933 door de Deense ornitholoog Finn Salomonsen geldig beschreven.

## Kenmerken
De vogel is 9 tot 10 cm. Het is een glanzend gekleurde vogel met een korte staart en een vrij lange, iets gebogen snavel. Het mannetje is donker, bijna zwart van boven met een blauwachtige glans. Van onder is hij geel en de snavel en poten zijn donker. Rond het oog zit een blauwgroen gekleurd lelletje, dat reikt tot aan de snavel. Het vrouwtje heeft geen lelletje; zij is olijfkleurig groen van boven.

## Verspreiding en leefgebied
De vogel komt voor op Madagaskar in berggebieden boven de 1200 m boven zeeniveau. Het leefgebied is vochtig nevelwoud.

## Status
De kortsnavelhoningasitie heeft een beperkt verspreidingsgebied en daardoor is de kans op uitsterven aanwezig. De grootte van de populatie werd in 2012 door BirdLife International geschat op 15 tot 30 duizend individuen en de populatie-aantallen nemen af. Het type bos waarin de vogel voorkomt wordt niet sterk bedreigd door houtkap, maar wel door bewust aangestoken bosbranden, om weidegronden te verkrijgen, waardoor het leefgebied versnippert. Om deze redenen staat deze soort als kwetsbaar op de Rode Lijst van de IUCN.